# Augustinus Erthel
Augustinus Erthel OSB (eigentlich Johannes Vitus Erthel; * 8. Oktober 1714 in Wülfershausen; † 13. Oktober 1796 in Fulda) war ein deutscher Benediktiner der Reichsabtei Fulda, Pädagoge, theologischer Autor und Herausgeber, Liederdichter und -komponist.

## Leben
Erthel trat 1733 in die Abtei Fulda ein und nahm den Ordensnamen Augustinus an. Nach mehreren beruflichen Stationen als Pfarrer kehrte er 1760 in seinen Konvent zurück und wurde 1765 Subprior. Er war hochfürstlich-fuldaischer Geistlicher Rat. Erthel gehörte zu den führenden Persönlichkeiten der katholischen Aufklärung im Hochstift Fulda unter Fürstabt-Bischof Heinrich von Bibra, deren Ziel es war, Glauben und Liturgie der Kirche dem Verständnis des Volkes nahezubringen und die Volksbildung auf katholischem Fundament zu heben. Zu diesem Zweck verfasste Erthel einen Katechismus und zahlreiche Lehr- und Erbauungsbücher in deutscher Sprache, die größtenteils ohne Nennung seines Namens gedruckt wurden. 
1778 gab er das neue Fuldaer Diözesangesangbuch Der nach dem Sinne der katholischen Kirche singende Christ heraus, das in 48 Auflagen erschien und bis 1890 in Gebrauch blieb. Von den 242 Liedern verfasste er die meisten Texte selbst und komponierte auch einen Großteil der Melodien. 14 dieser Lieder sind bis heute im Gotteslob-Eigenteil des Bistums Fulda enthalten, darunter das auch in anderen Diözesen beliebte Weihnachtslied Auf, Christen, singt festliche Lieder.

## Schriften
- Katechismus für die Fuldaische Jugend, 1762
- Rituale Fuldense, 1765
- Geistliche Lieder zum Gebrauch der Fuldaischen Landkirchen, 1768
- Geistliche Betrachtungen für die Octav des h. Bonifacius, 1771
- Eigenschaften der Schullehrer, 1773
- Der bis zu seiner Auflösung betende Kranke, 1773
- Der nach dem Sinne der katholischen Kirche singende Christ, 1778 (Digitalisat der 22. Auflage 1834)
- Deutsche Neuausgaben von Thomas von Kempen (Digitalisat), Nicolas Jamin und Jacques Bénigne Bossuet
- Der Tod Jesu, 1785
- Gebetbuch, 1789
- Meßandachten, 1791[3][7]